# Антончик Михайло Владиславович
Миха́йло Владисла́вович Анто́нчик (15 червня 1921, Київ — 8 липня 1998, Київ) — український радянський живописець; член Спілки радянських художників України з 1950 року. Заслужений діяч мистецтв УРСР з 1970 року, народний художник УРСР з 1982 року. Батько живописця Віктора Антончика

## Біографія
Народився 15 червня 1921 року в місті Києві (нині Україна). Закінчив Київську художню школу, де був учнем Ф. І. Сударина; протягом 1944—1950 років навчався в Київському художньому інституті. Дипломна робота — картина «Вибори у Верховну Раду» (Національний музей у Львові, керівники Анатолій Петрицький та Костянтин Єлева).
Мешкав у Києві в будинку на провулку Івана Мар'яненка, № 14, квартира № 23. Нагороджений Почесною грамотою Президії Верховної Ради УРСР та медаллю. Помер у Києві 8 липня 1998 року.

## Творчість
Працював у галузі станкового живопису (у стилі соцреалізму створював полотна на сільську тематику, портрети, натюрморти) і плаката. Серед робіт:
- «Портрет доярки колгоспу „Іскра“ Черкаської області Євдокії Кошової» (1949; Полтавський художній музей);
- «Перші добровольці Каховської ГЕС» (1951, у співавторстві з Миколою Ханом);
- «Мир переможе» (1955);
- «Кавуни та яблука» (1955);
- «Ранок» (1960; Чернігівський історичний музей);
- «Ганна Семенівна» (1961);
- «Квіти» (1961);
- «Земляки Тараса Шевченка. Колгоспники села Моринців» (1961, у співавторстві з Давидом Шостаком);
- «Юність» (1963; Миколаївський художній музей);
- «Свято в селі Моринцях. Відкриття Палацу культури» (1963—1964);
- «Жовтнем народжені» (1963—1964; Миколаївський художній музей);
- «Колгоспники» (1964—1967);
- триптих «Поема про жінку» (1968—1969);
- «Золотий вік» (1971);
- «Мої вчителі. Кость Єлева і Анатолій Петрицький» (1971—1972);
- «Господар рідної землі. Двічі Герой Соціалістичної Праці Пилип Желюк» (1975—1976; Національний художній музей України);
- «Творці» (1979);
- «Листи сина» (1983);
- «Земля рідна» (1984);
- «Безсмертя» (1985);
- «Фронтові листи» (1990).

Виконав низку плакатів — «Мир народам!» (1951) та інші.
Брав участь у республіканських виставках з 1949 року, зарубіжних — з 1951 року (Берлін і Варшава, 1951), всесоюзних — з 1961 року.